# Paraneetroplus
Genre
Paraneetroplus est un genre de poissons perciformes appartenant à la famille des Cichlidae. Paraneetroplus est un genre indigène des rivières en Amérique centrale. Certaines autorités, comme FishBase, reconnaissent ce genre, d'autres considèrent les espèces dans le genre Vieja.

## Liste des espèces
Selon FishBase (23 juillet 2015):
- Paraneetroplus argenteus (Allgayer, 1991)
- Paraneetroplus bifasciatus (Steindachner, 1864)
- Paraneetroplus breidohri (Werner & Stawikowski, 1987)
- Paraneetroplus bulleri Regan, 1905
- Paraneetroplus fenestratus (Günther, 1860)
- Paraneetroplus gibbiceps (Steindachner, 1864)
- Paraneetroplus guttulatus (Günther, 1864)
- Paraneetroplus hartwegi (Taylor & Miller, 1980)
- Paraneetroplus maculicauda (Regan, 1905)
- Paraneetroplus melanurus (Günther, 1862)
- Paraneetroplus nebuliferus (Günther, 1860)
- Paraneetroplus regani (Miller, 1974)
- Paraneetroplus synspilus (Hubbs, 1935)
- Paraneetroplus zonatus (Meek, 1905)

### Note
Selon ITIS:
- Paraneetroplus bulleri Regan, 1905
- Paraneetroplus gibbiceps (Steindachner, 1864)
- Paraneetroplus nebuliferus (Günther, 1860)

## Galerie

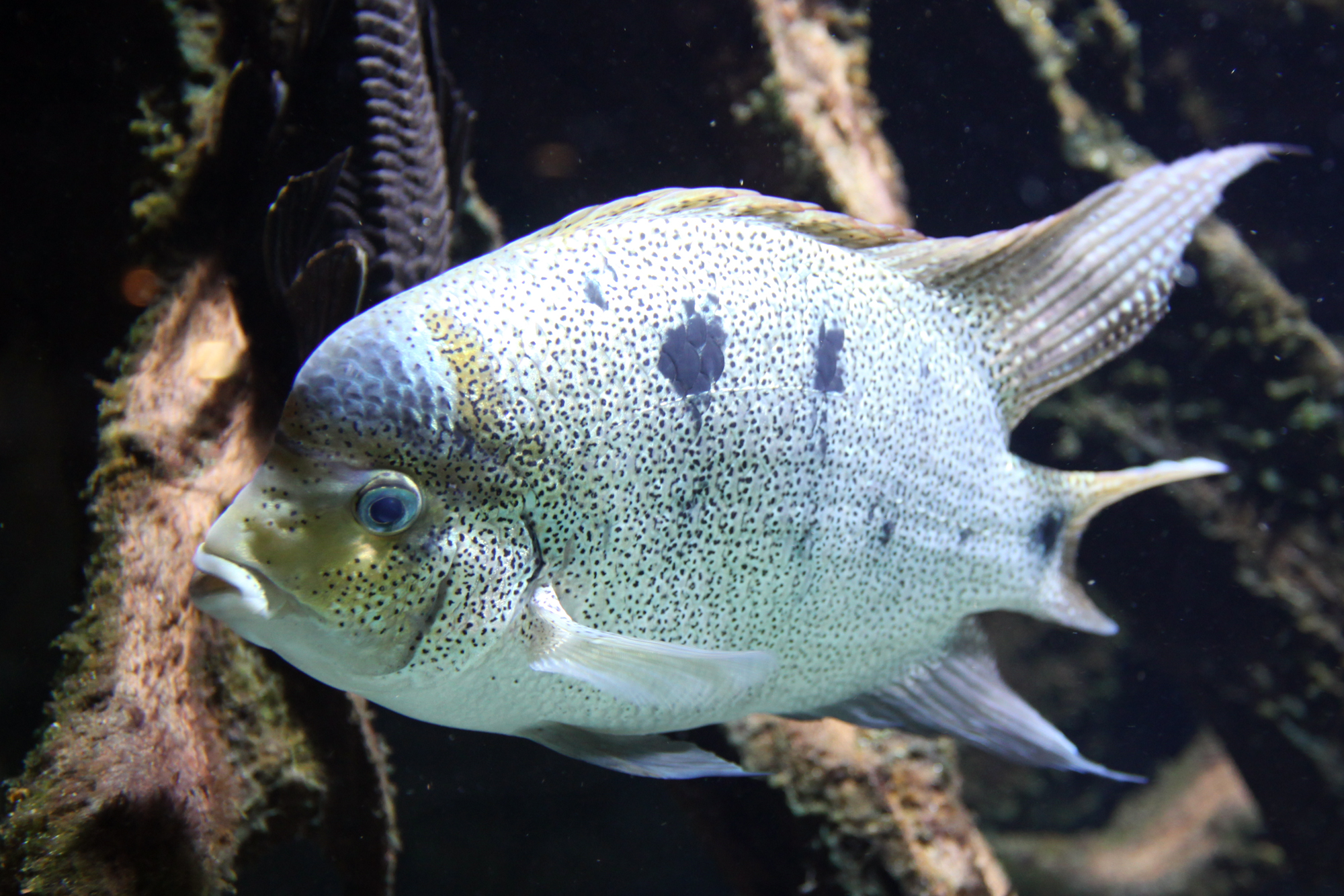
Paraneetroplus argenteus ou Vieja argentea
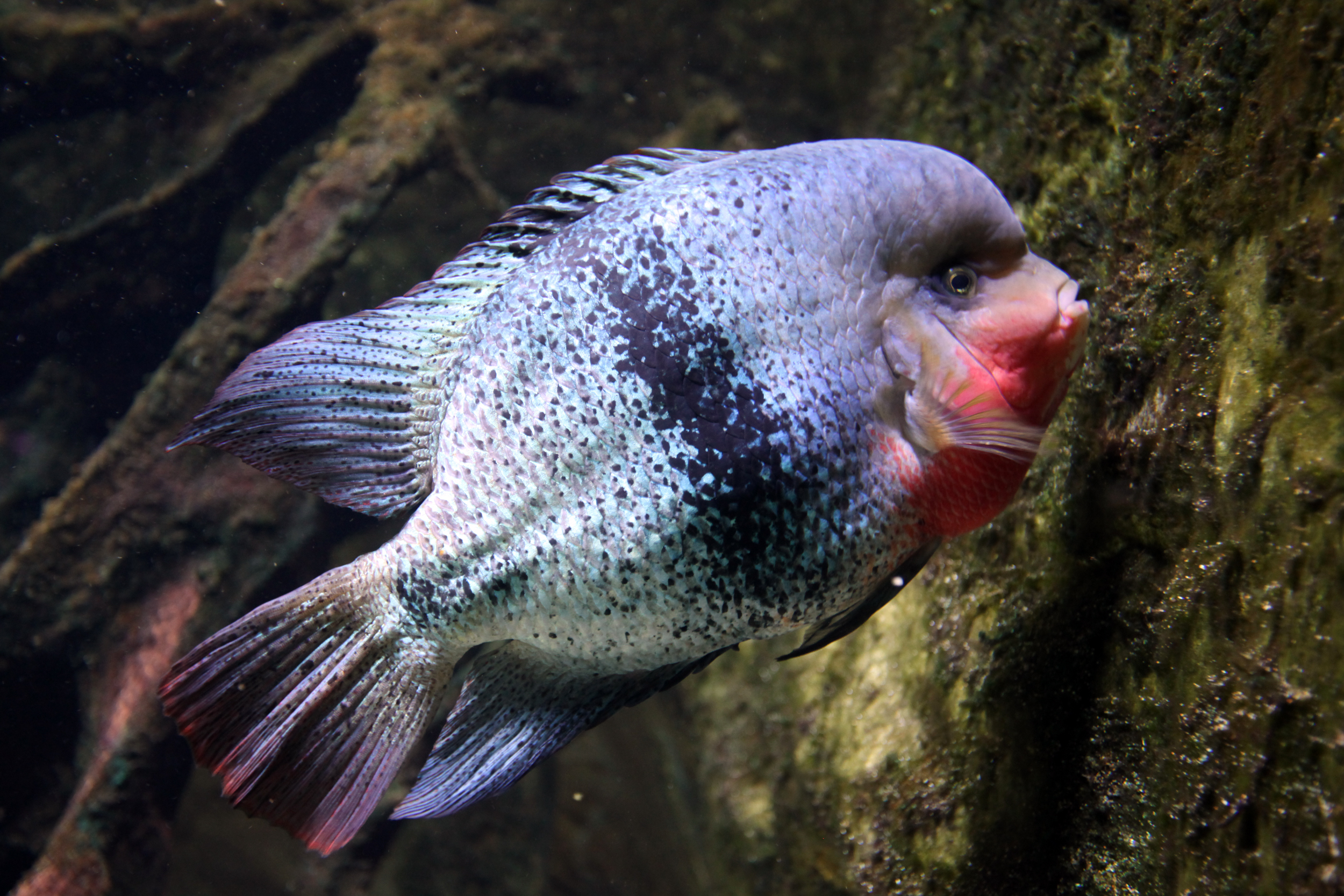
Paraneetroplus synspilus ou Vieja synspila